# Уилсон, Билл
Уильям Гриффит Уилсон (англ. William Griffith Wilson) также известный как «Билл У.» — один из создателей первого сообщества Анонимных алкоголиков, вместе с Робертом Смитом, которое впоследствии разрослось до более чем 100 тыс. групп во всех странах мира, включающих в себя более 2 млн человек. После смерти Уилсона в 1971 году его имя было включено в список 100 величайших людей XX века по версии журнала Time.

## Биография

### Ранние годы
Уильям Уилсон родился 26 ноября 1895 года в городке Дорсет (Вермонт, США) в семье Эмили (1871—1961) и Гилмана Уилсонов (1870—1954). Его дед по отцовской линии Уильям Уилсон (1840—1885) был алкоголиком, но бросил пить после нескольких лет отшельничества в горах. Он умер ещё до рождения Билла. Оба родителя оставили Уильяма и его сестру Дороти (1898—1994) на попечение бабушке  ещё в раннем детстве. Отца Уильяма практически не бывало дома — он постоянно разъезжал по деловым командировкам, а мать отправилась в народ изучать нетрадиционную медицину. В школе Уилсон показывал успехи, отлично учился, стал лучшим скрипачом в оркестре, а в старших классах и капитаном школьной футбольной команды.
В возрасте 17 лет Уилсон пережил серьёзную депрессию, связанную с гибелью любимой девушки — Берты Бемфорд.

### Женитьба, Первая мировая война, работа, алкоголизм
Уильям Уилсон познакомился со своей будущей женой Луизой летом 1913 года, когда плавал в компании друзей на Изумрудном озере Вермонта. Два года спустя Уильям и Луиза обручились. В 1913 году Уилсон поступил в Норвичский университет, однако через год отчислился по собственному желанию из-за депрессии и неуверенности в себе. В следующем году он снова вернулся в университет, но через несколько недель подал заявления об отчислении из-за издевательств старшекурсников.
В июне 1916 года Уилсон записался в Национальную гвардию США. В следующем году он получил звание лейтенанта артиллерийских войск и был направлен проходить обучение в лагере для офицеров в штате Массачусетс. Во время обучения Уилсон впервые попробовал алкоголь. По его собственным воспоминаниям, это были несколько кружек пива выпитых с друзьями в баре. Первоначально, как он позже признался, ему не понравился вкус и наступающий затем эффект. Однако спустя неделю он, выпив на одном из офицерских вечеров несколько стаканов виски, почувствовал себя «очень раскрепощённо и хорошо». Впоследствии Уилсон писал, что нашёл для себя «эликсир жизни», помогающий ему справляться с внутренней неуверенностью.
24 января 1918 года Уильям Уилсон женился на Луизе. В начале февраля 1918 он был направлен в качестве артиллериста на фронт Первой мировой войны, где начал часто употреблять алкоголь, чтобы снять стресс после боёв и т. д.
В 1919 году Уилсон вернулся в США и переехал с женой жить в Нью-Йорк. Он поступил в юридическую школу, однако вскоре был отчислен, так как явился вдребезги пьяным на один из выпускных экзаменов, и не смог связать и двух слов. После этого Уилсону удалось устроится на работу биржевым брокером. С этого момента он постоянно разъезжал с женой по стране и искал потенциальных инвесторов для выданных ему проектов. Тем не менее его алкогольная зависимость стала лишь усугубляться, он уже не останавливался ни днём, ни ночью. Попытки старых друзей объяснить ему, что он спивается, заканчивались ссорами.
На самых важных встречах, его жена постоянно старалась находиться рядом, чтобы удерживать его от пьянства, и первое время ей это удавалось, однако в конечном итоге алкогольные проблемы Уилсона взяли над ним верх и разрушили его репутацию.
В какой-то момент Луиза решила, что спасти положение сможет спорт. Главное — поставить цель, которая заинтересует мужа. Обыграть известного профессионального игрока в гольф Уолтера Хейгена — вот это задача, достойная Билла.
Они с Луизой переехали за город. Но победить чемпиона ему так и не удалось — алкоголь победил Билла гораздо быстрее. По утрам у него дрожали руки и ноги.
Как ни странно, гольф только усугубил ситуацию с выпивкой. Биллу было приятно неторопливо перемещаться по площадке для избранных, потягивая виски. Иногда Билл Уилсон допивался до полного бесчувствия, и его выносили с поля. Однако он по-прежнему ворочал огромными суммами.
Крах на Нью-йоркской бирже в октябре 1929 года лишил его доходов. Уилсон перешёл на более дешёвые алкогольные напитки и продолжал спиваться. Однако через несколько недель он позвонил своему старому приятелю в Монреаль.
У того была своя брокерская фирма, и дела шли неплохо. Друг предложил Уилсону приехать и работать вместе. Билл собрался в один день. Через пару месяцев, продав дом, к нему присоединилась и жена.
Поначалу всё складывалось неплохо, Уилсон даже временно прекратил пить, но ненадолго.
Весной 1930 года он вновь ушёл в запой и совершил опрометчивый поступок: взял с предприимчивого клиента на треть меньше денег, чем было обозначено в контракте. Просто потому, что тот оплатил ему выпивку в баре, где совершалась сделка. Через несколько дней Уиллсон был уволен.
Пришлось возвращаться в США. Родители жены из жалости пустили их к себе, но терзали постоянными упрёками. Билл долго искал работу, и в результате получил жалкую должность агента в маклерской компании. Работа была тяжёлая, а платили гроши. Настроение было противное, и каждый вечер Билл по дороге домой заворачивал в бар, где напивался до беспамятства.
В пьяных спорах с женой он всячески отрицал наличие у него алкогольной зависимости. По собственным словам, к тому моменту его ежедневная доза алкоголя составляла две — три бутылки джина или дешёвого виски в день.
В 1932 году Уилсон, будучи изрядно пьяным, подрался с таксистом из-за сдачи — боялся, что не хватит на алкоголь. Дело закончилось разбирательством в полиции, и на карьере маклера можно было поставить крест.
Уилсон ушёл в запой. Допился до белой горячки,  перестал узнавать жену и понимать, где находится.
Наконец, в 1933 году жене удалось уговорить его лечь в больницу на обследование, и доктор Уильям Силкворт поставил Уилсону диагноз — алкогольная зависимость 2-й стадии, и призвал его либо на всю жизнь отказаться от употребления спиртного, либо умереть через 4-5 лет от цирроза печени. Однако выйдя из больницы, Уильям продолжил злоупотреблять алкоголем и даже увеличил дозу. Дело практически дошло до того, что жена хотела развестись с ним и выгнать из дома.

### Отказ от алкоголя, создание Анонимных Алкоголиков
Наконец, в ноябре 1934 года изрядно пьяного Уилсона навестил старый приятель, также алкоголик Эбби Тэтчер, который ранее работал с ним в одной компании. На удивление Уилсона, тот был трезв уже на протяжении не менее 3—4 недель отказывался пить вместе с Биллом, и чувствовал себя отлично. Тэтчер рассказал Уилсону о небольшой группе бывших алкоголиков, которые устраивали собрания в местной церкви, и пригласил его принять участие, но Уилсон категорически отказался от этого, а через несколько дней был срочно доставлен в больницу с приступом белой горячки и сотрясением мозга. Помимо белой горячки у него диагностировали острый алкогольный психоз, сопряжённый с депрессией. По воспоминаниям самого Уилсона, лёжа в больничной палате, он начал молиться и всего через несколько часов почувствовал себя очень обновлённым.
11 декабря 1934 года Уилсон был выписан из больницы и с этого момента больше ни разу за оставшуюся жизнь не употребил алкоголь. Почти сразу после выписки он принял предложение Тэтчера и начал ходить на собрания, устраиваемые так называемой «Оксфордской группой», чтобы помогать другим алкоголикам справиться с их проблемой. По собственным словам, в мае 1935 года, во время рабочей поездки в Огайо, Уилсон едва не сорвался, зайдя в местный бар, чтобы разменять крупную купюру. Тогда он понял, что может заменить выпивку, разговором по душам с другим алкоголиком и помочь ему, чтоб не пить самому. По адресной книге местной церкви он нашёл доктора Боба Смита, который страдал алкоголизмом. После нескольких личных встреч ему удалось помочь Смиту бросить пить, и тогда они вдвоём начали ходить по адресам алкоголиков и помогать им справляться с их проблемами. Смит умер в ноябре 1950 года, в возрасте 71 года, так и не употребив алкоголь ни разу за 15 лет. Летом 1935 года Уилсон вернулся в Нью-Йорк и продолжил помогать алкоголикам в составе оксфордской группы.
В 1939 году, когда сообществу удалось помочь более чем сотне алкоголиков бросить пить, Уилсон решил написать книгу, чтоб расширить известность своего сообщества. Книга получила название «Анонимные Алкоголики». В ней раскрывались 12 шагов духовного роста, помогающих справиться с алкоголизмом. Вскоре эту программу начали применять большая часть сообществ анонимных алкоголиков по всему миру. Пиком известности Уилсона стал 1955 год, когда он дал целую пресс-конференцию по-поводу пьянства и алкоголизма. В 1960-е годы Уилсон активно выступал за легализацию ЛСД в лечебных целях.

### Последние годы и смерть
С начала 1960-х Уилсон перестал появляться на собраниях алкоголиков, так как ему надоело постоянно выступать перед собравшимися в качестве основателя Анонимных Алкоголиков. К концу своей жизни Уилсон, всю жизнь являющийся заядлым курильщиком, испытывал серьёзные проблемы с лёгкими и с 1969 года использовал кислородный баллон для облегчения дыхания, но всё равно не бросил курить. В 1970 году Уилсон начал посещать своих друзей и знакомых по всей стране, чтоб попрощаться. Уильям Уилсон скончался 24 января 1971 года по дороге в больницу от эмфиземы и двусторонней пневмонии лёгких в городе Майами (Флорида, США) в возрасте 75 лет. Похоронен 27 января 1971 года в Дорсете, штат Вермонт, США.
Луиза Уилсон умерла 5 октября 1988 года в возрасте 97 лет и была похоронена рядом с мужем.

## В культуре
- Фильм 1989 года «Меня зовут Билл У.». В роли Уилсона Джеймс Вудс.
- Фильм 2010 года «Когда любви недостаточно: История Лоис Уилсон». В роли Билла Уилсона Барри Пеппер
- 9 серия 1 сезон сериал 2020 года «Лок и Ключ». Нина приходит в церковь на собрание "Друзей Билла У."